# Werchnewiljuisk
Werchnewiljuisk (russisch Верхневилюйск; jakutisch Үөһээ Бүлүү, Üöhee Bülüü) ist ein Dorf (selo) in der Republik Sacha (Jakutien) in Russland mit 6457 Einwohnern (Stand 14. Oktober 2010).

## Geographie
Der Ort liegt etwa 500 km Luftlinie westnordwestlich der Republikhauptstadt Jakutsk am rechten Ufer des größten linken Lena-Nebenflusses Wiljui.
Werchnewiljuisk ist Verwaltungszentrum des Ulus Werchnewiljuiski. Das Dorf ist Sitz und einzige Ortschaft der Landgemeinde (selskoje posselenije) Werchnewiljuiski nasleg.

## Geschichte
Als Kosakenwinterlager wurde der Ort erstmals 1637 erwähnt. Zu einem größeren Dorf entwickelte er sich etwa in den 1780er-Jahren und wurde 1835 eigenständige Verwaltungseinheit. Seit 1935 ist Werchnewiljuisk Verwaltungssitz eines Ulus (Rajons) in der heutigen Form.
Russischer und jakutischer Ortsname sind von oberer Wiljui abgeleitet und beziehen sich auf die Lage am Fluss oberhalb der Stadt Wiljuisk, obgleich an dessen Mittellauf.

### Bevölkerungsentwicklung
| Jahr | Einwohner |
| ---- | --------- |
| 1939 | 979       |
| 1959 | 2898      |
| 1970 | 4304      |
| 1979 | 5428      |
| 1989 | 6431      |
| 2002 | 6555      |
| 2010 | 6457      |

Anmerkung: Volkszählungsdaten

## Verkehr
Werchnewiljuisk liegt am Abschnitt Mirny – Jakutsk der Fernstraße A331 Wiljui. Die Straße wechselt dort vom linken Ufer flussaufwärts auf das rechte Ufer flussabwärts des dort etwa 1 km breiten Flusses, im Sommer mit einer Autofähre, im Winter über eine Eisstraße.
Am nordwestlichen Ortsrand befindet sich ein kleiner Flughafen (ICAO-Code UENI).